# Eduardo Labarca

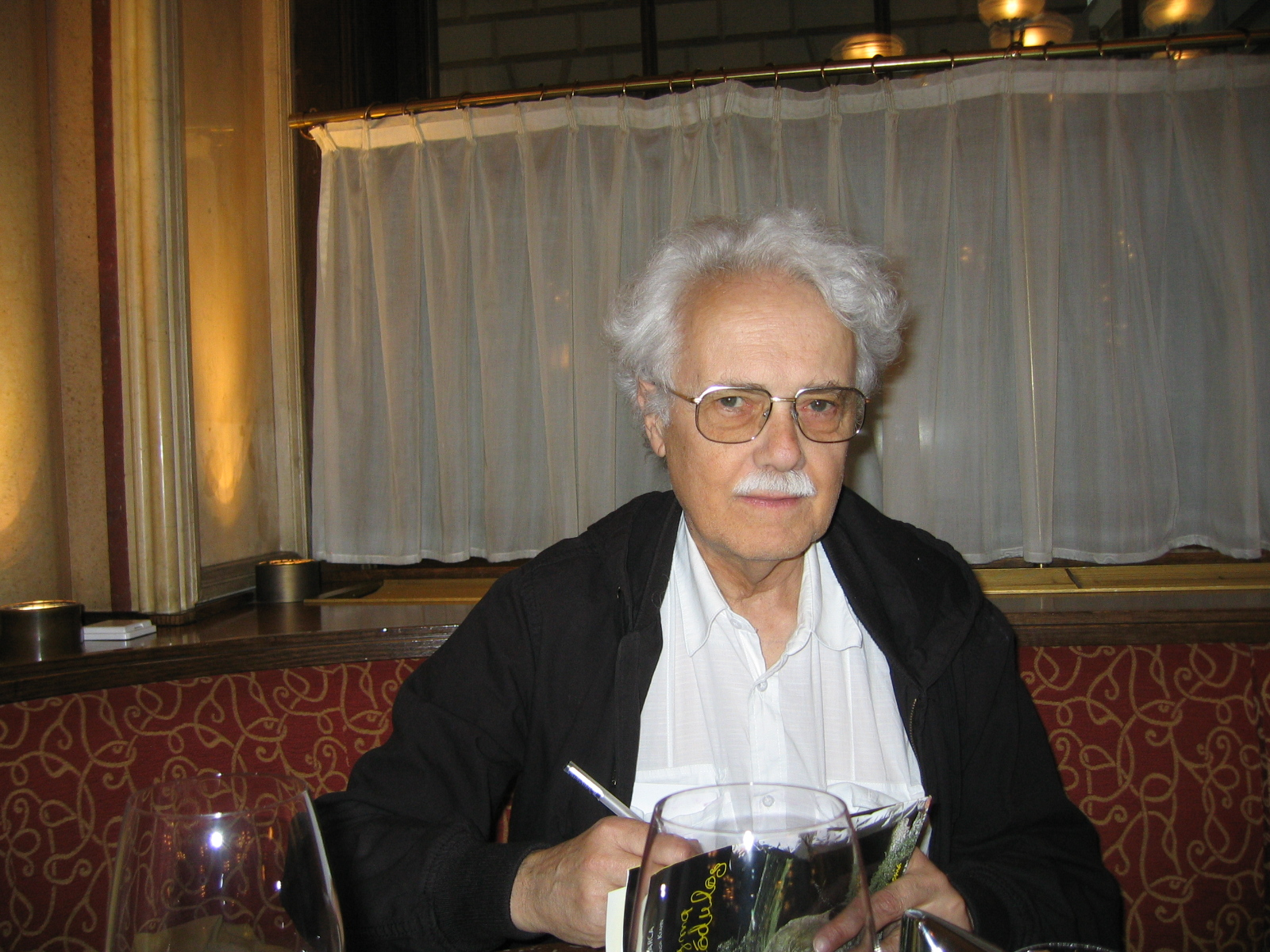
Eduardo Labarca

Eduardo Labarca (* 1938 in Santiago de Chile) ist ein chilenischer Erzähler, Essayist, Journalist und Rechtsanwalt. Seine Werke wurden u. a. ins Deutsche, Englische, Französische, Russische, Italienische, Polnische, Tschechische und Ungarische übersetzt. Zudem verfügt Labarca über eine langjährige Erfahrung als Kolumnist und Journalist in Chile und anderen Ländern.

## Werke (Auswahl)
- El turco Abdala y otras historias (1988)
- Acullá (1990)
- Butamalón (1994 und 1997)
- Cadáver tuerto (2005), dt.: Der köstliche Leichnam (2008)
- Salvador Allende: Biografía sentimental (2007)

## Auszeichnungen
- Chilenischer Staatspreis für Literatur (2005)